# Lyliana Wray
Lyliana Wray (Los Ángeles, California, 30 de diciembre de 2004) es una actriz estadounidense. Comenzó su carrera con la película Girl Missing de Marvista en 2015, y desde entonces ha aparecido en la película Maximum Ride de Paramount en 2016, Strange Angel de ABC, The Night Shift de NBC, el remake de 2019 de Nickelodeon de Are You Afraid of the Dark?, y el estreno de Top Gun: Maverick de Paramount en 2022.

## Carrera
Apareció en la película Girl Missing de Joel Soisson en 2015, el cual fue su papel debut. En 2016, Wray apareció en la película de Paramount Maximum Ride, basada en las novelas de James Patterson. Ese mismo año, participó en Albedo Absolute, un cortometraje dirigido por Vlad Marsavin. En 2017, Wray apareció en The Night Shift, de Gabe Sachs y Jeff Judah. Al año siguiente, Lyliana fue elegida para el episodio "North Star" de la cuarta temporada de Black-ish, apareció como la joven Susan en tres episodios de la serie de televisión Strange Angel, y fue elegida para el papel principal de Rachel Carpenter en el remake de Nickelodeon de Are You Afraid of the Dark?. Wray también apareció en Top Gun: Maverick de Joe Kosinski en el papel de Amelia Benjamin.

## Filmografía

### Películas
| Año  | Título            | Role            | Notas    |
| ---- | ----------------- | --------------- | -------- |
| 2016 | Maximum Ride      | Angel           | Película |
| 2022 | Top Gun: Maverick | Amelia Benjamin | Película |

### Televisión
| Año  | Título                                            | Papel            | Notas                  |
| ---- | ------------------------------------------------- | ---------------- | ---------------------- |
| 2015 | Girl Missing                                      | Savannah Knowles | Película de televisión |
| 2017 | The Night Shift                                   | Naya             | 1 episodio             |
| 2018 | Strange Angel                                     | Joven Susan      | 3 episodios            |
| 2018 | Black-ish                                         | Riley            | 1 episodio             |
| 2019 | Are You Afraid of the Dark?: The Midnight Society | Rachel Carpenter | Papel principal        |

### Cortometrajes
| Año  | Título          | Papel  | Notas |
| ---- | --------------- | ------ | ----- |
| 2016 | Albedo Absolute | Violet |       |